# Blyxa

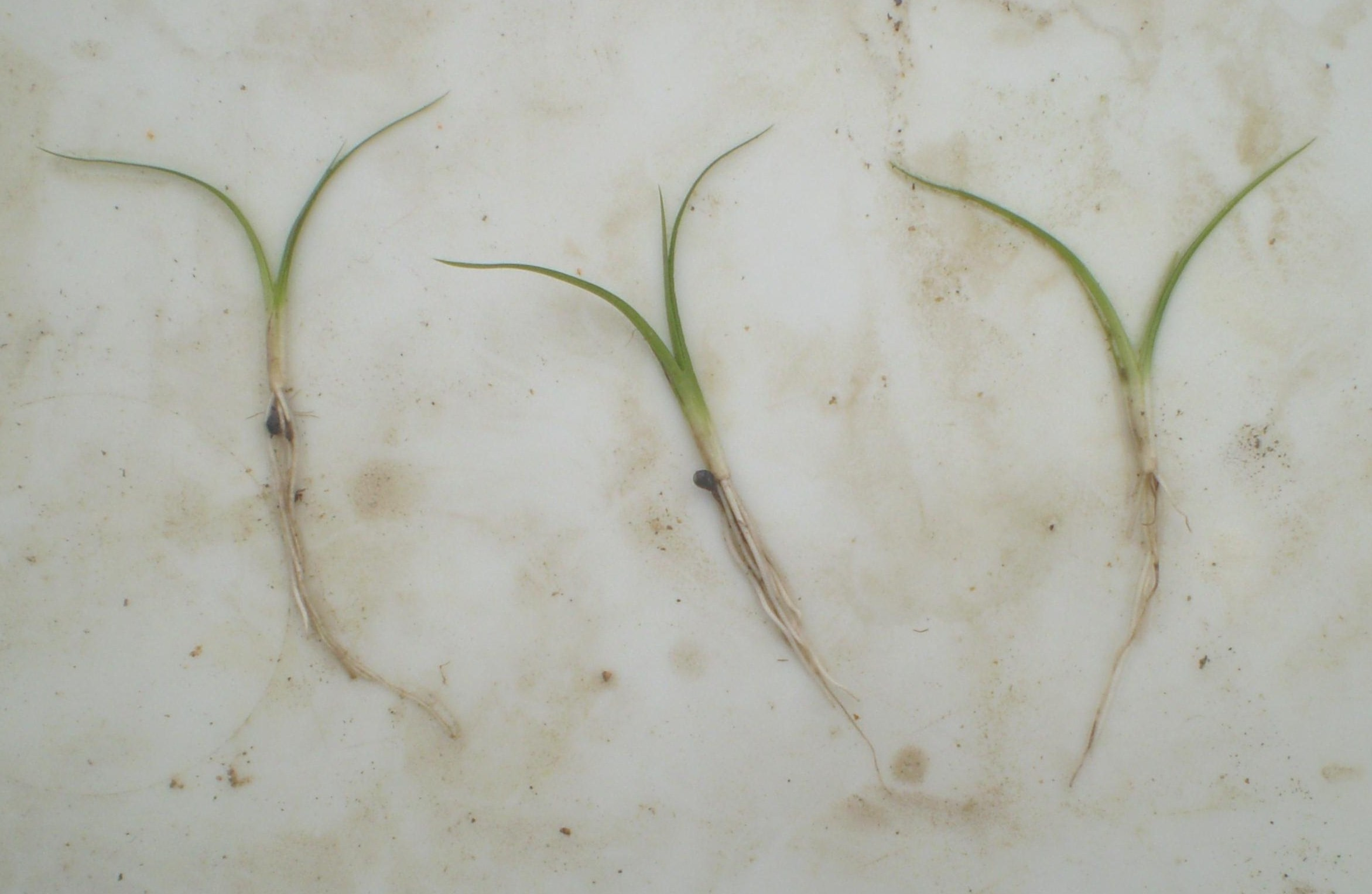
Siewki Blyxa aubertii var. echinosperma

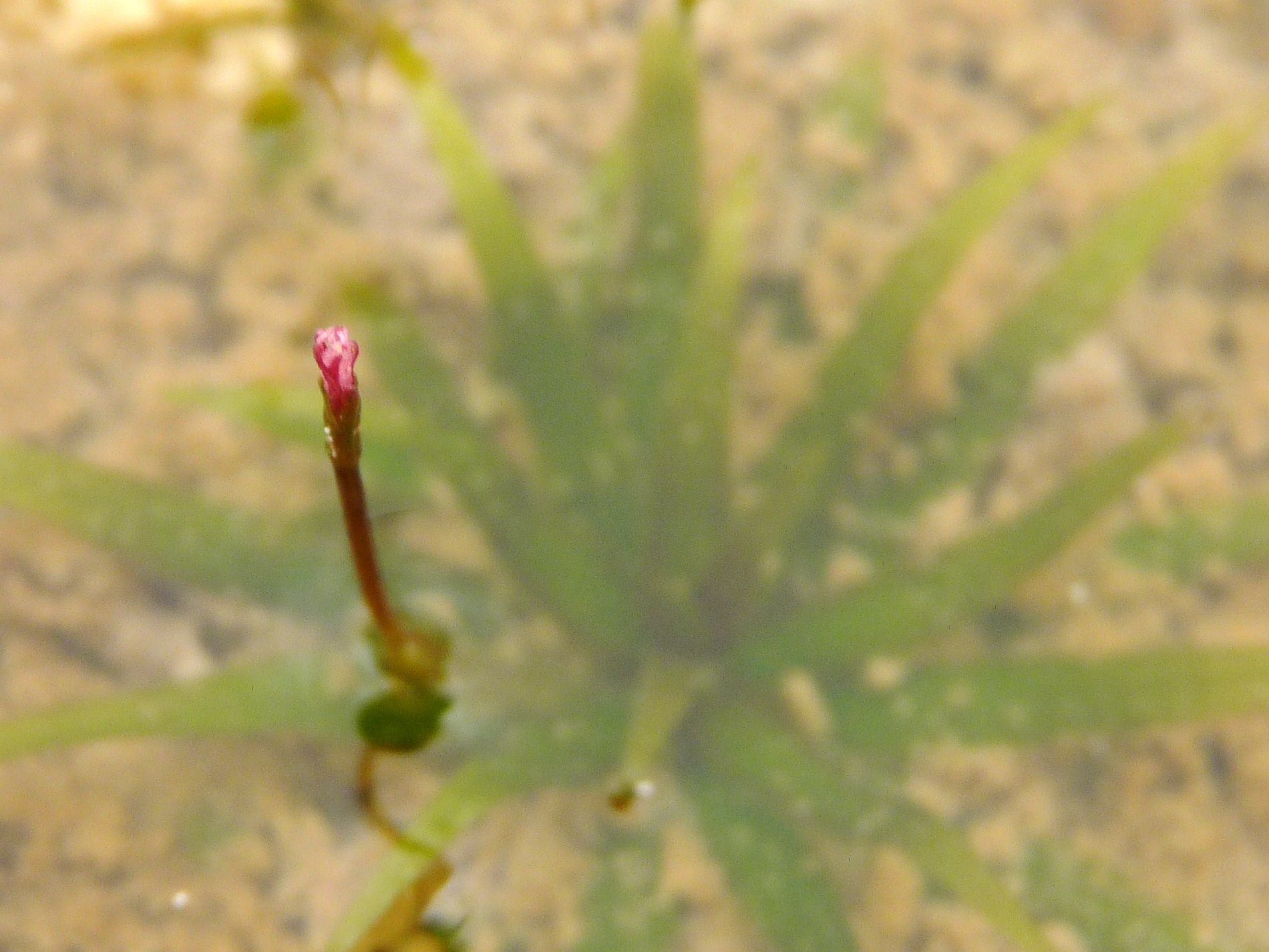
Kwiat Blyxa aubertii var. echinosperma

Blyxa Noronha ex Thouars – rodzaj roślin wodnych należących do rodziny żabiściekowatych (Hydrocharitaceae), obejmujący 10 gatunków pochodzących z tropikalnych regionów Starego Świata (Afryki, Azji, Australii i Wysp Karolińskich). Blyxa japonica została zawleczona do Europy (Portugalii i Włoch), a Blyxa aubertii do Luizjany.
Nazwa naukowa rodzaju pochodzi od greckiego słowa blyxo, oznaczającego wytrysnąć, wychlupać. 

## Morfologia
PokrójWodne, wpół wynurzone rośliny zielne.
ŁodygaKrótka, bulwiasta (lub cebulopodobna) i tworząca stolony lub wydłużona i wzniesiona.
LiścieLiście odziomkowe lub skrętolegle położone na łodydze, wpół zanurzone, siedzące, tworzące u nasady pochwę liściową. Blaszki liściowe lancetowate lub równowąskie, ostre, o drobnoząbkowanych brzegach.
KwiatyPojedyncze, rzadko do 22 w wierzchotkowatym kwiatostanie, na długiej szypule, otoczone nieoskrzydloną pochwą. Rośliny jednopienne lub dwupienne. Kwiaty jednopłciowe lub obupłciowe, promieniste. Kwiaty żeńskie i obupłciowe siedzące. Kwiaty męskie szypułkowate. 3 działki kielicha równowąskie lub równowąsko-lancetowate. 3 płatki korony równowąskie, dłuższe od działek, białe. Pręciki od 3 do 9, wolne, nitki nitkowate, główki równowąskie lub lancowate, dwupylnikowe. Zalążnie zbudowane z 3 owocolistków, równowąskie z długim, włoskowatym dzióbkiem, przechodzące w 3 szyjki słupków, zrośnięte u nasady. W kwiatach żeńskich pręcikowie nieobecne lub bardzo drobne, w kwiatach męskich występują 3 smukłe słupniczki.
OwoceTorebki, równowąskie lub równowąsko-lancetowate, otoczone wąską, żeberkowaną pochewką, zawierające od 10 do wielu nasion. Nasiona eliptyczne lub wrzecionowate, nagie lub z 3–8 podłużnymi rzędami cierni.

## Biologia i ekologia
RozwójRośliny z rodzaju Blyxa są hydrofitami, roślinami wieloletnimi (hemikryptofitami lub chamefitami) lub roślinami jednorocznymi.
SiedliskoSłodkowodne zbiorniki wodne, pola ryżowe, rowy irygacyjne.
GenetykaLiczba chromosomów 2n = 16, 18, 32, 42, 48, 72.

## Systematyka
Jeden z 7 rodzajów wyróżnianych w obrębie podrodziny Anacharidoideae wchodzącej w skład rodziny żabiściekowatych (Hydrocharitaceae).
Gatunki
- Blyxa aubertii Rich.
- Blyxa hexandra C.D.K.Cook & Luond
- Blyxa japonica (Miq.) Maxim. ex Asch. & Gürke
- Blyxa javanica Hassk.
- Blyxa novoguineensis Hartog
- Blyxa octandra (Roxb.) Planch. ex Thwaites
- Blyxa quadricostata Hartog
- Blyxa radicans Ridl.
- Blyxa senegalensis Dandy
- Blyxa vietii C.D.K.Cook & Luond

## Zagrożenie i ochrona
Dwa afrykańskie gatunki Blyxa zostały uwzględnione w Czerwonej księdze gatunków zagrożonych: Blyxa senegalensis i Blyxa hexandra. Zagrożenie obu gatunków zostało oszacowane, jednak niedostatecznie rozpoznane (status Data Deficient).

## Zastosowanie
Blyxa aubertii jest uprawiana jako roślina akwaryjna.